# Kimiko Hirata
Kimiko Hirata (平田 仁子, Hirata Kimiko, nascida em 1970, no Japão) é uma ativista climática japonesa. Como fundadora da Kiko Network, uma organização não governamental, há mais de 20 anos ela faz campanha pela redução de emissões de gás carbônico. Em dezembro de 2022, seu trabalho de base levou ao cancelamento de 17 usinas de carvão planejadas. Kimiko Hirata também liderou campanhas históricas de desinvestimento em usinas de carvão contra o <i>Mizuho Financial Group</i> e o Mitsubishi UFJ. Atualmente ela é diretora executiva do Laboratório de ideias Climate Integrate, que tem sede em Tóquio (capital do Japão) e se concentra na mitigação das mudanças climáticas por meio da redução de emissão de gás carbônico.
Em 2021, Kimiko Hirata se tornou a primeira mulher japonesa a receber o Prêmio Ambiental Goldman, apelidado de "Nobel Verde". Em 2022, ela foi nomeada para a lista das 100 mulheres influentes da BBC. Ela é PhD em ciências sociais pela Waseda University, é autora de Climate Change and Politics (2019) em japonês, e co-autora de muitos livros e artigos.

## Educação e início de carreira
Kimiko Hirata nasceu no sul da província de Kumamoto e estudou Educação na universidade. Ela tomou conhecimento da magnitude da mudança climática durante a Cúpula da Terra, no Rio de Janeiro, em 1992 (ECO-92), que foi amplamente divulgada na mídia japonesa, e começou a ler livros como Earth in the Balance de Al Gore. Ela se interessou pelo ativismo internacional durante um curso ministrado por Masako Hoshino, uma ativista que ajudou a lançar uma das primeiras ONGs do Japão.
Após a formatura, ela foi trabalhar em uma editora de textos acadêmicos. Ela continuou lendo sobre questões ambientais e estudou inglês. Em 1996, ela largou o emprego e se mudou para os Estados Unidos para um estágio de um ano no Climate Institute. Durante o ano em que esteve nos Estados Unidos, ela também foi voluntária na National Water Foundation e em um programa do Smithsonian Institution com foco em biodiversidade, e fez um curso sobre gestão de ONGs.
Em 1999, ela obteve um PhD na Faculdade de Ciências Sociais, da Universidade de Waseda, em Tóquio, no Japão. Em 2021, ela foi professora associada visitante na Chiba University of Commerce.

## Ativismo
Em 1997, Kimiko Hirata voltou ao Japão para fazer campanha na COP3 (Conferências das Nações Unidas sobre as Mudanças Climáticas), onde foi adotado o Protocolo de Quioto, tratado internacional para redução de emissões de gases do efeito estufa. Ela fundou a Kiko Network, uma ONG focada em deter as mudanças climáticas, em 1998. A Kiko Network surgiu como uma das poucas organizações que monitoram ativamente a conformidade do Japão com os compromissos assinados no Protocolo de Quioto.

### Luta contra o poder do carvão
Após o terremoto, o tsunami e o consequente desastre nuclear de março de 2011, na usina nuclear de Fukushima, o governo japonês mudou a política para permitir a construção de novas usinas de carvão. Até então, os reatores nucleares geravam cerca de 30% da eletricidade do Japão, mas foram fechados pelo governo após o desastre. O público japonês também passou a desconfiar profundamente da energia nuclear. Para lidar com a crise de energia que se seguiu, o governo solicitou licitações para a construção de 50 novas usinas a carvão até 2015. O Japão tornou-se assim o único país do G7 a planejar novas centrais elétricas a carvão naquele período.
Kimiko Hirata percebeu que a Kiko Network precisava mudar seu foco do trabalho orientado por políticas para campanhas de base, e adotou uma estratégia multifacetada para lutar contra o carvão. A Kiko Network lançou um site para rastrear os projetos de energia a carvão propostos em todo o país. Para aumentar a conscientização sobre os riscos ambientais e de saúde da energia do carvão, Kimiko Hirata trabalhou em conjunto com cientistas, especialistas em poluição, jornalistas, advogados e líderes comunitários locais, bem como com outras ONGs. Nas principais áreas onde os projetos de energia a carvão foram planejados, ela cultivou uma rede de cidadãos ativistas locais, falou em audiências públicas e ajudou a conseguir uma participação sem precedentes em fóruns comunitários.
Ela também contou com o apoio de especialistas internacionais na análise dos custos e riscos associados às usinas de carvão e divulgou suas conclusões. Kimiko Hirata trabalhou com um pesquisador do Greenpeace em um relatório que descobriu que a poluição do ar esperada levaria a 1.000 mortes prematuras no Japão a cada ano. Além disso, o Programa de Finanças Sustentáveis, da Universidade de Oxford, na Inglaterra, e a Carbon Tracker realizaram uma análise de risco de investimento que defendeu o cancelamento das usinas de carvão planejadas, bem como as que estão em construção, e a eliminação gradual da frota existente.
Para colocar pressão adicional sobre os formuladores de políticas japoneses, Kimiko Hirata colaborou com ONGs internacionais, incluindo a Climate Action Network, que concedeu ao Japão vários prêmios "Fósseis do Dia" por "'fazer o máximo para alcançar o mínimo' em termos de progresso nas mudanças climáticas". O clamor internacional contra a política de carvão do Japão foi amplamente coberto pela mídia japonesa; Hirata coordenou protestos em várias reuniões da COP, e falou à imprensa antes das cúpulas do G20.
Em dezembro de 2022, a campanha popular de Kimiko Hirata chamando a atenção para o impacto potencial das usinas a carvão em termos de poluição do ar e mudança climática levou ao cancelamento de 17 das 50 usinas a carvão planejadas.

### Campanha de desinvestimento no carvão
Em 2020, Kimiko Hirata liderou uma campanha de acionistas para forçar o megabanco Mizuho Financial Group, o maior credor privado do mundo para desenvolvedores de carvão, a restringir os empréstimos às empresas de carvão. Proposto em meados de março, pela Kiko Network com o apoio de seis fundos nórdicos, esta foi a primeira resolução de mudança climática liderada por acionistas proposta para uma empresa listada no Japão, e pediu mais divulgações sobre mudanças climáticas, como bem como um plano com metas definidas para alinhar seus negócios ao acordo climático de Paris. Um mês após a proposta da moção, Mizuho anunciou que pararia de emitir empréstimos para novas usinas de carvão em junho daquele ano e que planejava encerrar os investimentos em carvão até 2050. Um dia depois, o Sumitomo Mitsui Financial Group também anunciou que pararia de emitir empréstimos para usinas de carvão em maio. Kimiko Hirata respondeu que ambas as iniciativas ficaram aquém do cumprimento do Acordo de Paris. Em junho de 2020, embora a resolução não tenha sido aprovada, ela garantiu um apoio acima do esperado, com 35% dos acionistas do Mizuho votando a favor.
Em 2021, ela fez campanha por uma resolução climática semelhante na Mitsubishi UFJ apresentada em conjunto pelo Kiko Group, Market Forces, Rainforest Action Network e 350.org Japan. A proposta que exige que o banco alinhe seus investimentos com o acordo climático de Paris obteve 23% dos votos dos acionistas.
Como resultado dos esforços de Kimiko Hirata em instar as empresas a desinvestir no carvão, a partir de 2021, mais de 10 grandes desenvolvedores de usinas de carvão anunciaram que parariam de desenvolver ou financiar novos projetos de carvão.

### Descarbonização
Kimiko Hirata deixou o cargo de diretora internacional da Kiko Network em dezembro de 2021, embora permaneça em seu conselho administrativo. Em janeiro de 2022, ela estabeleceu a Climate Integrate para se concentrar na aceleração da descarbonização, trabalhando com parceiros no Japão e internacionalmente. Em julho de 2022, a Climate Integrate divulgou um relatório, "Perdendo-se no caminho para a descarbonização: os grandes planos do Japão para a amônia".

## Vida pessoal
Kimiko Hirata mora em Tóquio, no Japão, com o marido e dois filhos.

## Reconhecimento
Em 2022, Kimiko Hirata foi nomeada para a lista das 100 mulheres influentes da BBC.